# Derby (Schuh)
Der Begriff Derby bezeichnet ein klassisches Schuhmodell, das durch eine offene Schnürung und den Derbyschaftschnitt gekennzeichnet ist, die durch die beiden seitlichen, von der Fersennaht kommenden und auf dem Vorderteil des Schafts aufliegenden Seitenteile gebildet werden.

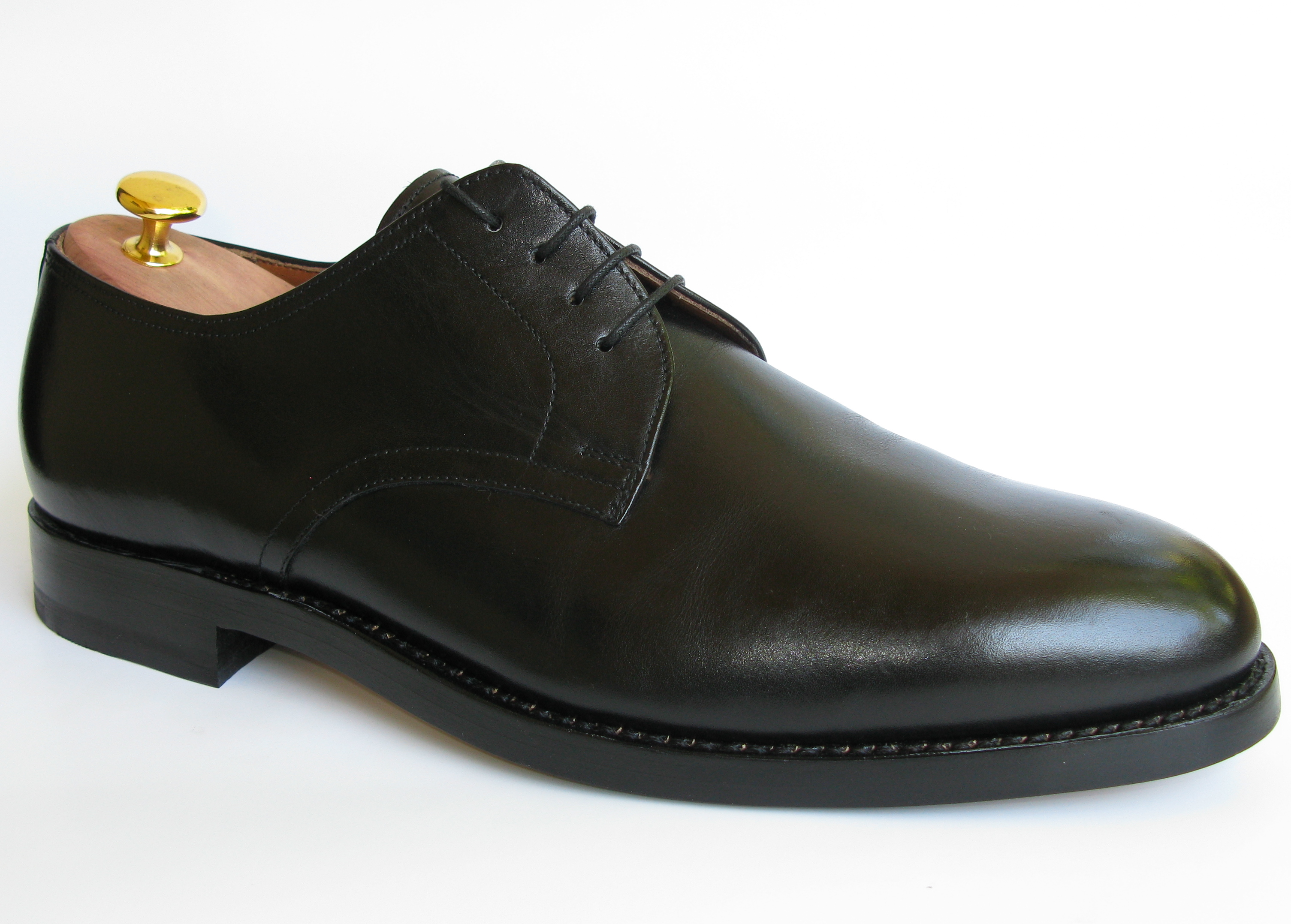
Schwarzer Derby, rahmengenäht mit Gummisohle

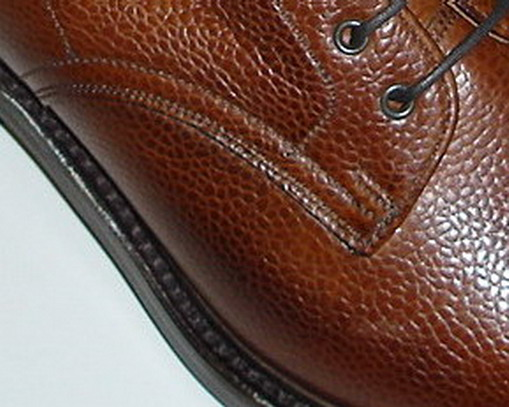
Derbybogen und Derbyriegel

## Historisches
Der Derby (im englischen Sprachgebrauch auch Gibson, im Französischen Molière, und – fälschlich – in Nordamerika gelegentlich auch Blucher genannt) stammt aus der Zeit des beginnenden 19. Jahrhunderts. Die Herkunft ist nicht ganz eindeutig, doch hatte einer der Grafen von Derby aufgrund seines hohen Fußrists Probleme beim Verschließen seiner Schuhe. Daraufhin wurde von seinem Schuhmacher dieser Schaftschnitt für seine Schuhe entwickelt.

## Kennzeichen und Abgrenzung
Der Derby ist nicht nur ein Schuh-Grundmodell, sondern auch und gerade ein spezieller Schaftschnitt. Dieser Schaftschnitt liegt vielen anderen Schuhmodellen zu Grunde, beispielsweise dem Norweger oder dem Budapester. Deshalb ist im allgemeinen Sprachgebrauch oft vom Derbyschnitt die Rede, wenn eine offene Schnürung und zwei auf dem Vorderblatt liegende Quartiere gemeint sind.
Der Außenschaft des Derby besteht aus drei Teilen: Einem Vorderblatt und zwei Quartieren. Als Quartier bezeichnet man die seitlichen an der Fersennaht beginnenden Schaftteile, die vorne auf das Vorderblatt (vorderes Schaftteil des Schuhs, das in die Zunge zum Fuß hin ausläuft) aufgenäht werden und mit dem so genannten Derbyriegel (siehe Abbildung: das kurze Nahtstück unterhalb der Öse), einer zusätzlichen sehr kurzen Verstärkungsnaht, gegen ein Abreißen gesichert werden. Formtypisch für die beiden Quartiere ist beim klassischen Derby der Derbybogen, die nach oben bogenförmig geschwungene untere Kante im vorderen Abschnitt.
Der Derby lässt sich gut von seinem Modell-Gegenstück, dem Oxford, abgrenzen, da dieser einen Blattschnitt (geschlossene Schnürung) hat.
Der Derby wird oft mit dem Blücher verwechselt, der ebenfalls eine offene Schnürung, aber einen anderen Schaftschnitt hat.

## Varianten
Der oben beschriebene Derbybogen, das heißt der Verlauf der unteren vorderen Abschlusskante der hinteren Seitenteile (Quartiere), kann unterschiedlich sein:
klassischer Derby
bogenförmig
Steilderby
mehr oder minder gerade von unten nach oben in einem steilen Winkel ansteigend
Spitzderby
der vordere untere Winkel der Quartierteile ist spitz und nach vorne gerichtet
Mokassinderby
Das Vorderblatt hat, wie der Mokassin, einen zusätzlichen Blatteinsatz
Der Derby kann unverziert (plain), mit Querkappe (captoe) oder mit Broguing, einer Lochverzierungen, gefertigt werden. Ein Derby kann ein Halbschuh oder ein Stiefel (Derby-Boot) sein.

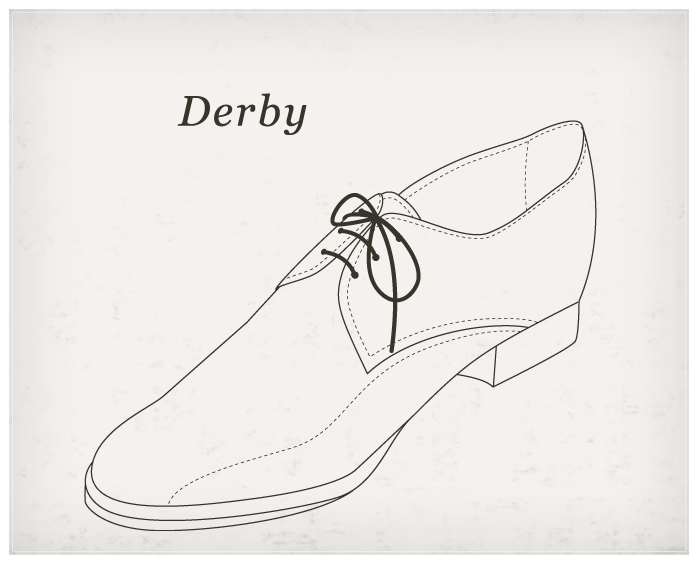
Zeichnung

## Praktische Merkmale und Verwendung
Der Derby gilt im Vergleich zum Oxford als ein eher sportliches, nicht so elegantes Schuhmodell. Die Gesamtwirkung und die Möglichkeiten der Kleidungskombination hängen aber von seiner Machart, dem Sohlenmaterial, der Oberlederfarbe und eventueller Verzierung ab. Hochwertige (rahmengenähte) unverzierte Derbys sind sowohl mit Businesskleidung als auch mit Jeans zu kombinieren. Der Derby gilt deshalb auch als das am vielseitigsten einsetzbare Schuhmodell.
Der Schaftschnitt des Derby ist praktisch für Menschen mit einem hohen Fußrist, weil der durch die Schnürung verursachte Zug unten am Schuhboden ansetzt und die Schnürung sich insgesamt weiter öffnen lässt. Das vereinfacht auch den Einstieg, gegenüber einem Schuhmodell mit geschlossener Schnürung (Oxford).